# Mimochroa olivescens
Mimochroa olivescens är en fjärilsart som beskrevs av Alfred Ernest Wileman 1910. Mimochroa olivescens ingår i släktet Mimochroa och familjen mätare. Inga underarter finns listade i Catalogue of Life.